# Henry Sidney
Henry Sidney (20 juillet 1529 – 5 mai 1586), lord lieutenant d'Irlande, un courtisan et homme politique influent sous les règnes d'Henri VIII et d'Édouard VI. Ces deux souverains le gratifièrent d'importants fiefs, dont le manoir de Penshurst dans le comté de Kent, qui devint plus tard la résidence familiale de la famille Sidney. Henry grandit à la cour d'Henri VIII et fut page du prince Édouard, le futur roi Édouard VI. Il resta en faveur à la cour non seulement sous le règne d'Édouard, mais aussi sous celui de Marie Ire, et d'Élisabeth Ire.

## Biographie

### Parenté
Il est le fils aîné et seul fils survivant de Sir William Sidney (v.1482-1554), et d'Anne Pagenham († 1543), fille de Sir Hugh Pagenham et veuve de Thomas Fitzwilliam. Il naît probablement à Baynard's Castle (Londres) le 20 juillet 1529. Son père était cousin germain de Charles Brandon, 1er duc de Suffolk, par sa mère Anne Brandon.

### Premier séjour en Irlande
Il accompagna son beau-frère Thomas Radclyffe, 3e comte de Sussex en 1556 lorsque celui-ci vint en Irlande occuper les fonctions de lord-gouverneur ; il bénéficia ainsi d'emblée de pouvoirs considérables dans l'administration du pays, particulièrement en ce qui concerne le déploiement militaire censé soumettre les chefs irlandais à la couronne d'Angleterre. Lors de l'expédition du lord-gouverneur en Ulster en 1557, Sidney dévasta l'île de Rathlin ; et lorsque l'année suivante le comte de Sussex partit pour l'Angleterre, Sidney assura l'interim du gouverneur, une tâche dont il s'acquitta avec beaucoup d'adresse. Lorsque Radclyffe dut s'absenter à nouveau (cette fois pour assister au couronnement d'Élisabeth Ire), Sidney dut seul faire face au premier soulèvement organisé par Shane O'Neill, et il parvint à temporiser contre ce redoutable adversaire, jusqu'à ce que le comte de Sussex revienne à contre-cœur exercer sa charge dans l'île en août 1559. Sidney, promu président du Conseil des Marches de Galles, démissionna peu après de sa charge de vice-trésorier d'Irlande, et résida dans les années qui suivirent au château de Ludlow, faisant de fréquentes apparitions à la cour.

### Lord-gouverneur d'Irlande

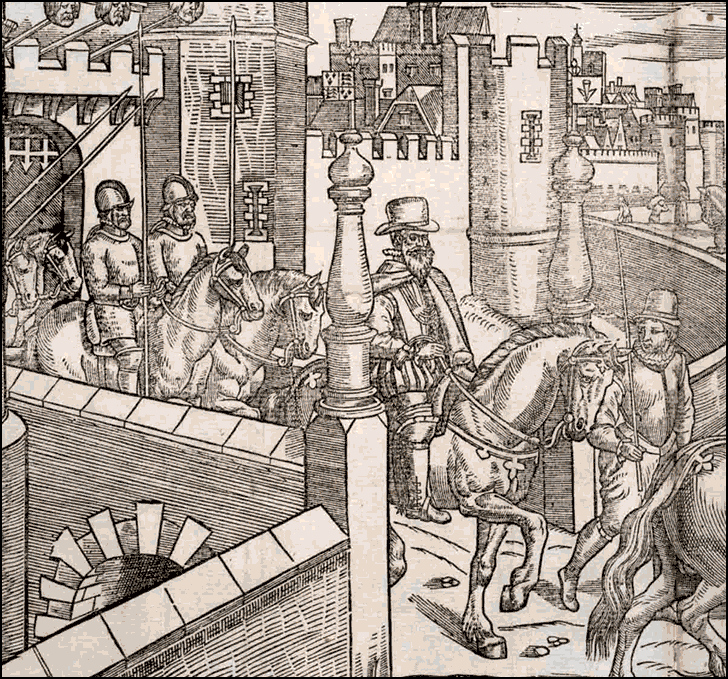
Henry Sidney, Lord-gouverneur d’Irlande envoyé par Élisabeth Ire, quitte le château de Dublin. Détail tiré d'une planche de The Image of Irelande, par John Derrick (Londres, 1581).

En 1565, Sidney remplaça Nicholas Arnold, l'éphémère successeur du comte de Sussex, au poste de lord-gouverneur d'Irlande. Il trouva le pays appauvri et plus instable qu'il ne l'avait connu, le principal agitateur demeurant Shane O'Neill dans l'Ulster. Sidney parvint difficilement à convaincre Élisabeth Ire de sévir énergiquement contre les menées de O'Neill ; et bien que ce dernier parvienne à éviter un affrontement en bataille rangée, Sidney rétablit Calvagh O'Donnell, le rival de O'Neill, à la tête du comté et stationna une garnison anglaise à Derry.
Lorsqu'en 1567 Shane fut assassiné à l'instigation du clan des MacDonnell d'Antrim, Sidney eut les mains libres pour pacifier le sud de l'île. Là, ayant suscité une guerre entre Gerald FitzGerald, 15e comte de Desmond, et Thomas Butler, 10e comte d'Ormonde, il en profita pour réduire au silence les autres clans factieux ; puis, de retour en Ulster, il soumit Turlough Luineach O'Neill, le successeur de Shane O'Neill à la tête des clans, et stationna des garnisons à Belfast et Carrickfergus pour contrôler le comté de Tyrone et le pays de Glynn.

### Les révoltes de Desmond
À l'automne de 1567, Sidney rentra en Angleterre où il demeura dix mois. Il exhorta William Cecil à investir pour promouvoir le développement économique de l'Irlande, aménager cette île par le tracé de routes et la construction de ponts, mettre un terme aux institutions tribales d'Ulster par une réforme foncière redistribuant les terres, enfin réprimer les luttes incessantes qui déchiraient les différents clans. En 1569, il supervisa l'ouverture du parlement irlandais, dont c'était la première session depuis dix ans.
Constant dans cette politique, Sidney proposa la nomination d'un gouverneur militaire (le Lord President) dans les provinces agitées de Munster et de Connaught. Cette mesure suscita les révoltes de Desmond  menées par James Fitzmaurice Fitzgerald de la famille des Geraldine, et qui furent durement réprimées à partir de 1573. Sidney combattit également avec sévérité le clan des Butler d'Ormond et Kilkenny, qui s'étaient soulevés contre les autorités d'occupation par suite de la réquisition d'une partie de leurs terres  par Peter Carew, un aristocrate mal dégrossi du Devon qui prétendait faire valoir ses droits avec la bénédiction des autorités de Dublin. À Kilkenny, plusieurs partisans d'Edmund Butler furent pendus, et trois frères de Thomas Butler, 10e comte d'Ormonde, furent condamnés par le parlement d'Irlande en 1570.
Sidney quitta l'Irlande en 1571, déçu par la faible faveur dont son action jouissait auprès de la reine Élisabeth ; mais devant la dégradation sérieuse de la situation de l'île, particulièrement dans le comté d'Antrim, il y fut néanmoins envoyé à nouveau en mission au mois de septembre 1575 avec des pouvoirs accrus et de nouvelles lettres patentes délivrées par la souveraine. Dans la région d'Antrim, les principaux fomenteurs de la rébellion étaient les MacQuillans de Route et Sorley Boy MacDonnell. Après avoir apaisé temporairement les soulèvements dans le Nord, Sidney pacifia le reste de l'Irlande. Il laissa son empreinte sur l'organisation administrative en formant les comtés irlandais sur le modèle anglais : quelques années plus tôt, il avait déjà procédé dans le Nord à la fusion des anciens districts des Ardes et de Clandeboye pour constituer le comté de Carrickfergus, et fait des terres des O'Farrell le comté de Longford. À présent, il menait une politique analogue dans le Connaught, où le vieux district de Thomond devint le comté de Clare, et où il délimita les comtés de Galway, de Mayo, de Sligo et de Roscommon.
Sidney réprima la révolte du comte de Clanricarde et de ses fils en 1576, et mena une chasse à l'homme contre Rory O'More, qui mourut deux ans plus tard. Mais entre-temps, le cens annuel levé par Sidney, qui devait permettre d'entretenir une police locale afin de maintenir l'ordre, avait suscité le mécontement des nobles de la région du Pale : une délégation porta leurs doléances à la reine Élisabeth, laquelle rappela Sidney en Angleterre en septembre 1578, et le reçut froidement lors de son arrivée à la cour en signe de blâme.

## Ses dernières années
Fort de sa position au sein du Privy Council de Londres, Sidney usa de son influence pour noyer dans le sang la Seconde  révolte de Desmond, répression qui se traduisit par une désertification de la province de Munster sur la période 1579-83 : ces terres rendues à l'abandon accueillirent la colonie anglo-galloise de la province.
Sidney passa le reste de sa vie le plus souvent au château de Ludlow, où il exerçait ses fonctions de président des Marches de Galles.

## Famille et descendance
En 1551, Henry Sidney épousa Mary, la fille aînée de John Dudley, 1er duc de Northumberland, dont il eut trois fils et quatre filles. Son fils aîné fut Sir Philip Sidney, et son fils cadet Robert Sidney, 1er comte de Leicester ; sa fille Mary, qui épousa Henry Herbert, 2e comte de Pembroke, devait passer à la postérité en tant qu'écrivain.